# Anna Murínová
Anna Murínová (ur. 14 listopada 1973 w Breźnie) – słowacka biathlonistka, mistrzyni Europy.

## Kariera
W Pucharze Świata zadebiutowała 11 lutego 1993 roku w Borowcu, zajmując 47. miejsce w biegu indywidualnym. Pierwsze punkty zdobyła 9 grudnia 1993 roku w Bad Gastein, gdzie zajęła 25. miejsce w tej samej konkurencji. Jedyny raz na podium zawodów pucharowych stanęła 21 stycznia 2004 roku w Anterselvie, kończąc rywalizację w biegu indywidualnym na trzeciej pozycji. W zawodach tych wyprzedziły ją tylko dwie Rosjanki: Anna Bogalij-Titowiec i Swietłana Iszmuratowa. Najlepsze wyniki osiągnęła w sezonie 1999/2000, kiedy zajęła 17. miejsce w klasyfikacji generalnej.
Na mistrzostwach Europy w Zakopanem w 2000 roku razem z koleżankami z reprezentacji zwyciężyła w sztafecie. Zajęła też między innymi czwarte miejsce w sztafecie na mistrzostwach świata w Anterselvie w 1995 roku oraz w biegu drużynowym podczas mistrzostw świata w Osrblie dwa lata później. Indywidualnie najwyższą lokatę wywalczyła w 2001 roku, zajmując podczas mistrzostw świata w Pokljuce dziesiąte miejsce w biegu indywidualnym.
W 1998 roku wystąpiła na igrzyskach olimpijskich w Nagano, gdzie zajęła 48. miejsce w biegu indywidualnym, 9. w sprincie i 4. w sztafecie. Na rozgrywanych cztery lata później igrzyskach w Salt Lake City zajmowała 53. miejsce w biegu indywidualnym, 35. w sprincie i biegu pościgowym oraz 5. w sztafecie. Brała też udział w igrzyskach olimpijskich w Turynie w 2006 roku, plasując się na 38. pozycji w sprincie i 10. w sztafecie.

## Osiągnięcia

### Igrzyska olimpijskie
| Rok  | Miejscowość    | Konkurencje | Konkurencje | Konkurencje | Konkurencje | Konkurencje | Konkurencje | Konkurencje |
| Rok  | Miejscowość    | IN          | SP          | PU          | MS          | RL          | MR          | SR          |
| ---- | -------------- | ----------- | ----------- | ----------- | ----------- | ----------- | ----------- | ----------- |
| 1998 | Nagano         | 48.         | 9.          | nd.         | nd.         | 4.          | nd.         | –           |
| 2002 | Salt Lake City | 53.         | 35.         | 35.         | nd.         | 5.          | nd.         | –           |
| 2006 | Turyn          | –           | 38.         | DNF         | –           | 10.         | nd.         | –           |

### Mistrzostwa świata
| Rok  | Miejscowość         | Konkurencje | Konkurencje | Konkurencje | Konkurencje | Konkurencje | Konkurencje | Konkurencje |
| Rok  | Miejscowość         | IN          | SP          | PU          | MS          | RL          | MR          | SR          |
| ---- | ------------------- | ----------- | ----------- | ----------- | ----------- | ----------- | ----------- | ----------- |
| 1993 | Borowec             | 47.         | 65.         | nd.         | nd.         | –           | nd.         | –           |
| 1995 | Anterselva          | 57.         | 48.         | nd.         | nd.         | 4.          | nd.         | –           |
| 1996 | Ruhpolding          | –           | 50.         | nd.         | nd.         | 11.         | nd.         | –           |
| 1997 | Osrblie             | 32.         | 60.         | –           | nd.         | 7.          | nd.         | –           |
| 1998 | Pokljuka/Hochfilzen | nd.         | nd.         | 22.         | nd.         | nd.         | nd.         | –           |
| 1999 | Kontiolahti/Oslo    | 25.         | 25.         | 21.         | 25.         | 8.          | nd.         | –           |
| 2000 | Oslo/Lahti          | DNF         | 21.         | 19.         | 18.         | 8.          | nd.         | –           |
| 2001 | Pokljuka            | 10.         | 65.         | –           | –           | 11.         | nd.         | –           |
| 2002 | Oslo                | nd.         | nd.         | nd.         | 14.         | nd.         | nd.         | –           |
| 2003 | Chanty-Mansyjsk     | 47.         | 59.         | DNS         | –           | 10.         | nd.         | –           |
| 2005 | Hochfilzen          | 25.         | 64.         | –           | –           | 6.          | nd.         | –           |
| 2005 | Pokljuka            | nd.         | nd.         | nd.         | nd.         | nd.         | 16.         | –           |
| 2006 | Pokljuka            | nd.         | nd.         | nd.         | nd.         | nd.         | 13.         | –           |

### Puchar Świata

#### Miejsca w klasyfikacji generalnej
| Sezon     | Miejsce |
| --------- | ------- |
| 1992/1993 | -       |
| 1993/1994 | ?       |
| 1994/1995 | ?       |
| 1995/1996 | 64.     |
| 1996/1997 | 65.     |
| 1997/1998 | 38.     |
| 1998/1999 | 36.     |
| 1999/2000 | 17.     |
| 2000/2001 | 43.     |
| 2001/2002 | 34.     |
| 2002/2003 | 32.     |
| 2003/2004 | 32.     |
| 2004/2005 | 58.     |
| 2005/2006 | -       |

#### Miejsca na podium chronologicznie
| Lp. | Dzień       | Rok  | Miejscowość | Konkurencja                | Lokata | Pudła   | Czas biegu | Strata  | Zwycięzca             |
| --- | ----------- | ---- | ----------- | -------------------------- | ------ | ------- | ---------- | ------- | --------------------- |
| 1.  | 21 stycznia | 2004 | Anterselva  | Bieg indywidualny na 15 km | 3.     | 0+0+0+0 | 43:42,8    | +1:36,5 | Anna Bogalij-Titowiec |